# IC 702
IC 702 ist eine linsenförmige Galaxie vom Hubble-Typ S0/a? im Sternbild Löwe an der Ekliptik. Sie ist schätzungsweise 391 Millionen Lichtjahre von der Milchstraße entfernt und hat einen Durchmesser von etwa 70.000 Lichtjahren.
Im selben Himmelsareal befindet sich u. a. die Galaxie IC 693.
Das Objekt wurde am 18. Mai 1893 vom französischen Astronomen Stéphane Javelle entdeckt.